# Арбос, Энрике Фернандес
Энри́ке Ферна́ндес Арбо́с (исп. Enrique Fernández Arbós; 24 декабря 1863, Мадрид — 2 июня 1939, Сан-Себастьян) — испанский скрипач, дирижёр и композитор.

## Биография
Учился сначала в Мадридской консерватории у Хесуса де Монастерио, затем в Брюссельской консерватории у Анри Вьётана и наконец в Берлине под руководством Йозефа Иоахима. После ряда гастрольных поездок по Германии, Франции, Великобритании и США Фернандес Арбос вернулся в Испанию в 1888 году Здесь он продолжал выступать как солист и как концертмейстер ряда оркестров, а затем и как преподаватель Мадридской консерватории (в 1894—1916 годах сочетая преподавательскую деятельность на родине с постом профессора скрипки лондонского Королевского музыкального колледжа); в 1912 году возглавил консерваторию, но уже через месяц ушёл в отставку. Среди его учеников, в частности, Альберто Болет.
В 1905 году Фернандес Арбос занял место главного дирижёра Мадридского симфонического оркестра и руководил им до самой смерти, осуществив ряд важных премьер — в том числе симфонической поэмы «Ночи в садах Испании» Мануэля де Фальи (1916, солист Хосе Кубилес) и Второго концерта для скрипки с оркестром Сергея Прокофьева (1935, солист Робер Соэтан).
В композиторском наследии Фернандеса Арбоса наибольшей известностью пользовались «Три оригинальные пьесы в испанском стиле» для фортепианного трио, сарсуэла «Центр Земли» (исп. El Centro de la Tierra; 1895), вокальный цикл «Шесть стихотворений» на тексты Беккера. Фернандесу Арбосу принадлежит также известная оркестровка фрагментов сюиты «Иберия» Исаака Альбениса (с которым он некоторое время играл в составе трио, с участием виолончелиста Эрнеста Жилле).